# بنجامين راسيل (صحفي)
بنجامين راسيل (بالإنجليزية: Benjamin Russell)‏ هو صحفي أمريكي، ولد في 13 سبتمبر 1761 في بوسطن في الولايات المتحدة، وتوفي في 4 يناير 1845.